# Cleora luzonensis
Cleora luzonensis är en fjärilsart som beskrevs av Fletcher 1953. Cleora luzonensis ingår i släktet Cleora och familjen mätare. Inga underarter finns listade i Catalogue of Life.